# Écardenville-sur-Eure
Pour l’article homonyme, voir Écardenville-la-Campagne.
Écardenville-sur-Eure est une ancienne commune française, située dans le département de l'Eure en région Normandie, devenue le 1er janvier 2016 une commune déléguée au sein de la commune nouvelle de Clef-Vallée-d'Eure.

## Géographie
La commune se trouve dans la vallée de l'Eure.  Elle est située à mi-distance de Pacy-sur-Eure et de Louviers, entre Autheuil-Authouillet et La Croix-Saint-Leufroy.  Le village possède un étang communal.

## Toponymie
Au Moyen Âge, le village est mentionné sous les formes latinisées Scherdanvilla (1055 - 1067), Ecardenvilla (bulle de Luce III) et Escardevilla en 1181 (cartulaire de la Croix-Saint-Leufroi), Escardenvilla en 1199 (bulle d’Innocent III), puis Escardaniville en 1250 (Bibliothèque nationale).
Selon François de Beaurepaire, le premier élément de ce toponyme en -ville est le nom de personne anglo-saxon *Scarding, non attesté, mais qui est postulé par les toponymes anglais Scarthingwell (Yorkshire, Scardingwell 1202) et Scredington (Lincolnshire, Scredintune Domesday Book). Homonymie avec un autre Écardenville de l'Eure situé dans la zone de diffusion des noms de lieux anglo-scandinaves.
L'Eure est une rivière qui prend sa source dans la région naturelle du Perche et qui coule dans les départements de l'Orne, d'Eure-et-Loir, de l'Eure et de la Seine-Maritime.

## Histoire
La plupart des maisons les plus anciennes datent des années 1860.
Plusieurs communes émettent le souhait de se rassembler dans une commune nouvelle. Ce projet de création d'une commune nouvelle est approuvé par les conseils municipaux des trois communes Écardenville-sur-Eure, Fontaine-Heudebourg et La Croix-Saint-Leufroy.
L'arrêté préfectoral du 4 décembre 2015 a officiellement créé la nouvelle commune pour une application le 1er janvier 2016.

## Politique et administration
| Période                                  | Période    | Identité              | Étiquette | Qualité |
| ---------------------------------------- | ---------- | --------------------- | --------- | ------- |
| mars 1953                                | mars 1965  | Marcel Servant        |           |         |
| mars 1965                                | mars 1983  | Roger Pégué           |           |         |
| mars 1983                                | mars 2008  | Micheline Carrillo    |           |         |
| mars 2008                                | mars 2014  | Libertario Calvario   |           |         |
| mars 2014                                | 31/12/2015 | Jean-Louis Le Méhauté | SE        | Artisan |
| Les données manquantes sont à compléter. |            |                       |           |         |

## Démographie
L'évolution du nombre d'habitants est connue à travers les recensements de la population effectués dans la commune depuis 1793. À partir du 1er janvier 2009, les populations légales des communes sont publiées annuellement dans le cadre d'un recensement qui repose désormais sur une collecte d'information annuelle, concernant successivement tous les territoires communaux au cours d'une période de cinq ans. 
Pour les communes de moins de 10 000 habitants, une enquête de recensement portant sur toute la population est réalisée tous les cinq ans, les populations légales des années intermédiaires étant quant à elles estimées par interpolation ou extrapolation. Pour la commune, le premier recensement exhaustif entrant dans le cadre du nouveau dispositif a été réalisé en 2006,.
En 2013, la commune comptait 535 habitants, en évolution de +1,33 % par rapport à 2008 (Eure : +2,66 %, France hors Mayotte : +2,49 %).
| 1793 | 1800 | 1806 | 1821 | 1831 | 1836 | 1841 | 1846 | 1851 |
| ---- | ---- | ---- | ---- | ---- | ---- | ---- | ---- | ---- |
| 254  | 321  | 337  | 355  | 403  | 373  | 339  | 363  | 360  |

| 1856 | 1861 | 1866 | 1872 | 1876 | 1881 | 1886 | 1891 | 1896 |
| ---- | ---- | ---- | ---- | ---- | ---- | ---- | ---- | ---- |
| 374  | 342  | 334  | 330  | 295  | 324  | 298  | 291  | 305  |

| 1901 | 1906 | 1911 | 1921 | 1926 | 1931 | 1936 | 1946 | 1954 |
| ---- | ---- | ---- | ---- | ---- | ---- | ---- | ---- | ---- |
| 285  | 253  | 279  | 227  | 265  | 259  | 274  | 240  | 235  |

| 1962 | 1968 | 1975 | 1982 | 1990 | 1999 | 2006 | 2011 | 2013 |
| ---- | ---- | ---- | ---- | ---- | ---- | ---- | ---- | ---- |
| 226  | 253  | 284  | 399  | 501  | 535  | 530  | 533  | 535  |

Cinq résidences principales pour une résidence secondaire

## Culture locale et patrimoine

### Lieux et monuments

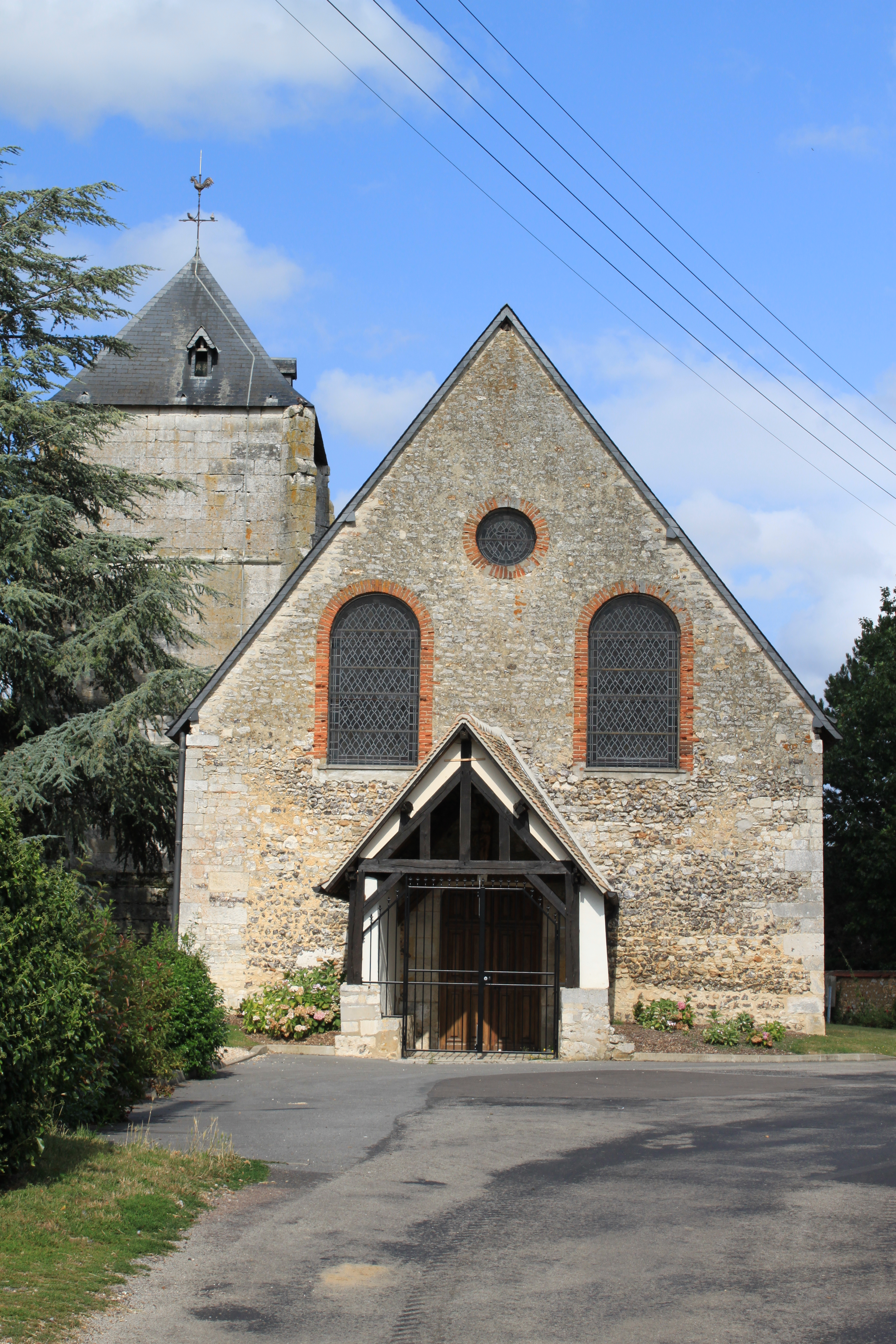
Le portail de l'église Saint-Germain

- L’église Saint-Germain [9] du XVIe siècle (chœur et porche), reconstruction et extension de celle de Guillaume Ier de la fin du XIIe siècle .
- La vallée de l'Eure dans cette région est riche en moulins à eau :
  - le moulin de la Côte (1750) à Saint-Vigor et le moulin de la Pâture à Cailly ;
  - le moulin des Sablons (XIIIe siècle) propriété de Mme Pagnol n'est hélas pas visible du pont sur l'Eure de Crèvecœur.
- La ferme fortifiée appelée Le Manoir [10] où Du Guesclin passa la nuit avant la bataille de Cocherel (16 mai 1364).
- Une ferme au lieu-dit Bizey [11].

### Loisirs
Randonnées pédestres Marcel-Pagnol, chemin de fer de la Vallée de l'Eure, promenades à cheval et VTT en forêt (Bizey au nord et Le Boshion au sud), descente de l'Eure en canoë, étangs de pêche, moulin de l'Angle, gîte rural.

### Héraldique
|  | Les armes de la commune peuvent se blasonner ainsi aujourd’hui : de sable aux deux fasce d’argent accompagnées en chef de trois besant d’or et en abîme d’un lion léopardé du même. |